# Seiichirō Nakagawa
Pour les articles homonymes, voir Nakagawa (homonymie).
Seiichirō Nakagawa (中川 誠一郎, Nakagawa Seiichirō, né le 7 juin 1979), est un coureur cycliste japonais. Spécialiste des épreuves de vitesse sur piste, il participe à deux reprises aux Jeux olympiques.

## Biographie
En 2013, Seiichirō Nakagawa devient champion du Japon du kilomètre contre-la-montre. Aux Jeux de l'Asie de l'Est, la même année, il obtient la médaille d’argent du tournoi de vitesse. Aux Jeux asiatiques de 2014, il remporte l'or en vitesse individuelle et prend la troisième place de la vitesse par équipes avec Tomoyuki Kawabata et Kazunari Watanabe. Lors des qualifications pour le tournoi de vitesse, il établit un nouveau record des Jeux du 200 mètres en 9,942 secondes. Lors des championnats d'Asie, il gagne deux médailles, l'argent en vitesse et le bronze en vitesse par équipes (avec Kazunari Watanabe et Yudai Nitta). Deux ans plus tard, il remporta à nouveau le bronze en vitesse par équipes des championnats d'Asie (avec Kazunari Watanabe et Kazuki Amagai).
En 2012, Nakagawa participe aux Jeux olympiques de Londres. Il est neuvième du tournoi de vitesse individuelle et huitième de la vitesse par équipes avec Watanabe et Nitta. Aux Jeux olympiques de 2016 à Rio de Janeiro, il est 25e de la vitesse individuelle.

## Palmarès

### Jeux olympiques
- Londres 2012
  - 8e de la vitesse par équipes
  - 9e de la vitesse individuelle
- Rio 2016
  - 25e de la vitesse individuelle

### Championnats du monde
- Palma de Majorque 2007
  - 11e du kilomètre
- Melbourne 2012
  - 4e de la vitesse par équipes
  - 11e de la vitesse
- Minsk 2013
  - 7e de la vitesse par équipes
  - 17e de la vitesse
- Cali 2014
  - 11e de la vitesse par équipes
  - 15e du kilomètre
  - 22e de la vitesse
- Saint-Quentin-en-Yvelines 2015
  - 11e de la vitesse par équipes
  - 19e de la vitesse
- Londres 2016
  - 12e de la vitesse par équipes
  - 20e de la vitesse individuelle[1]

### Championnats d'Asie
- Kuala Lampur 2012
  -  Médaillé d'argent de la vitesse par équipes
- Astana 2014
  -  Médaillé d'argent de la vitesse
  -  Médaillé de bronze de la vitesse par équipes
- Izu 2016
  -  Médaillé de bronze de la vitesse par équipes

### Jeux asiatiques
- Incheon 2014
  -  Médaillé d'or de la vitesse
  -  Médaillé de bronze de la vitesse par équipes

### Jeux de l'Asie de l'Est
- 2013
  -  Médaillé d'argent de la vitesse

### Championnats du Japon
- Champion du Japon du kilomètre : 2013